# Tagava Kjószuke
Tagava Kjószuke (田川 亨介) (Kagosima prefektúra, 1999. február 11. –) japán válogatott labdarúgó.

## Klub
A labdarúgást a Sagan Tosu csapatában kezdte. 47 bajnoki mérkőzésen lépett pályára és 6 gólt szerzett. 2019-ben az FC Tokyo csapatához szerződött. 2020-ban Japán ligakupa címet szerzett.

## Nemzeti válogatott
A japán U20-as válogatott tagjaként részt vett a 2017-es és a 2019-es U20-as labdarúgó-világbajnokságon.
2019-ben debütált a japán válogatottban. A japán válogatottban 2 mérkőzést játszott.

## Statisztika
| Japán válogatott | Japán válogatott | Japán válogatott |
| Időszak          | Mérk.            | gól              |
| ---------------- | ---------------- | ---------------- |
| 2019             | 2                | 1                |
| Összesen         | 2                | 1                |